# لويس غونزاليس (لاعب كرة قدم)
لويس غونزاليس (بالإسبانية: Luis Daniel González) (و. 1990  م) هو لاعب كرة قدم، يلعب كمهاجم.

## روابط خارجية
- لويس غونزاليس على موقع الدوري الأمريكي (الإنجليزية)
- لويس غونزاليس على موقع قاعدة بيانات كرة القدم.إي يو (الإنجليزية)
- لويس غونزاليس على موقع ناشيونال فوتبول تيمز (الإنجليزية)
- لويس غونزاليس على موقع Soccerway.com (الإنجليزية)